# Cati Pol Martí
Cati Pol Martí   (Consell, 30 d'octubre de 1981) és una jugadora de voleibol i vòlei platja.
Va començar a practicar el voleibol la temporada 1994-95 al CEIP Bartomeu Ordines, centre escolar del seu poble natal. Posteriorment va jugar amb el CV Alaró i el CV Algaida.
El 1999 va fitxar per la secció de vòlei del CN Sabadell i va formar part de la selecció catalana juvenil, arribant a ser la capitana. Aquesta mateixa temporada va proclamar-se Campiona d'Espanya. El 2000 va fitxar pel CV Barcelona i va jugar tres temporades a la Divisió d’Honor (actual Superlliga), llavors màxima categoria del volei femení espanyol, fins a 2003.
Posteriorment, en tornar a Mallorca va passar novament pel CV Algaida (2004-05) de la Divisió de Plata. L'any 2005 fitxa pel Voley Ciutat Cide (Palma), de la mateixa categoria, on transcorreria la resta de la seva trajectòria professional, exceptuant una aturada entre 2008 i 2010 per motius familiars. A més, des de 2017 es va convertir en jugadora-entrenadora del club, mantenint aquest rol durant tres temporades.
No obstant això, on va destacar més va ser en la modalitat de vòlei platja, assolint 48 participacions en el circuit mundial. Va disputar tornejos de caràcter internacional des de 2001 amb diverses parelles: Ester Ribera (2001), Ester Alcón (2002-04), Julia Mandaña (2005), Meritxell Alseda (2006-07) i Rocío Ruiz (2008). En retornar a la competició el 2013 va participar només en tornejos de caràcter estatal amb Cati Pol Borràs (2013-2016), Lauren Dickson (2017), Ester Ribera, Olga Matveeva i Amaranta Fernández (2018), i Aina Munar (2019).
En aquesta faceta va assolir èxits d'abast internacional, en especial la final de vòlei platja als Jocs Mediterranis de 2005 amb Julia Mandaña.

## Trajectòria esportiva
Com a jugadora
- Club Voleibol Alaró
- Club Voleibol Algaida
- Club Natació Sabadell (1999-2000)
- Club Voleibol Barcelona (2000-2003)
- Club Voleibol Algaida (2004-2005)
- Voley Ciutat Cide (2005-2008, 2010-2017)

Com a entrenadora-jugadora
- Voley Ciutat Cide (2017-2020)

## Reconeixements i distincions
- L’Ajuntament de Consell va aprovar que el poliesportiu municipal dugués el nom de Pavelló Municipal Cati Pol, en considerar-la la figura esportiva més rellevant del municipi. L'acte va tenir lloc el 21 d’agost de 2005, durant les festes patronals de la població.[6][7]

- Escollida per la Federació Espanyola de Voleibol com a millor jugadora de volei platja el 2006.

## Palmarès

### Competicions internacionals
Vòlei platja 

 Medalla de bronze al Campionat d’Europa sub 23 (Esposende, 2001) (amb Ester Ribera)

 Medalla de plata als Jocs Mediterranis (Almeria, 2005) (amb Julia Mandaña)

### Competicions estatals
Vòlei platja 

 Medalla d’or en el Campionat d’Espanya (Cambrils, 2004)

 Medalla de plata al Campionat d’Espanya (Ayamonte, 2006)

 Medalla de plata al Campionat d’Espanya (Laredo, 2007)

 Medalla de bronze al Campionat d'Espanya (Fuengirola, 2016)

Semifinalista al Campionat d'Espanya (Fuengirola, 2019)
 Campiona d'Espanya a la lliga d'hivern de Vòlei Platja per Clubs amb Club Voleibol Majadahonda (Lorca, 2024)